# Chaerophyllum aromaticum
Espèce
Chaerophyllum aromaticum est une espèce de plantes à fleurs de la famille des Apiaceae et du genre Chaerophyllum. C'est une plante herbacée européenne.

## Description
Chaerophyllum aromaticum est une plante herbacée vivace à l'odeur épicée. Elle atteint une hauteur allant jusqu'à 2 mètres et possède de longues racines rampantes. Les tiges dressées et ramifiées sont hérissées de trichomes blancs tournés vers l'arrière.
Les feuilles alternes ont un pétiole et une gaine foliaire. Les limbes des feuilles sont généralement bipennés. Les folioles de 4 à 10 centimètres de long sont lancéolées à ovales et, en plus de la base du limbe rétréci en forme de coin, sont glabres ou légèrement duveteuses et poilues de blanc. L'extrémité des folioles est pointue et les folioles supérieures sont généralement pointues. Le bord des feuilles est grossièrement dentelé. Il n'y a pas de stipules.
La période de floraison s'étend de juillet à août. La floraison a une forme ombellifère multiflore ; les bractées recourbées sont ciliées. Les tiges florales rayonnent et s'épaississent à peine lors de la fructification.
À l'exception du gynécée, les fleurs sont discrètes et dépourvues de sépales. Les cinq pétales blancs libres sont marginalisés, recourbés et non ciliés. Il n'y a qu'un seul cercle avec cinq étamines libres. Deux carpelles sont fusionnés dans un ovaire infère. Deux styles reposent sur le pavé de style plat et conique.
Les fruits, assis sur des pédoncules incurvés, sont étroits, ovales allongés et légèrement comprimés sur les côtés avec une longueur de 8 à 15 millimètres. Ils ont des côtes larges et arrondies, chacune avec une bande d'huile.
Le nombre de chromosomes est 2n = 22.

## Répartition et habitats
Chaerophyllum aromaticum est courante en Europe centrale, dans le nord de l'Italie, dans la péninsule balkanique, en Europe de l'Est, en Turquie et en Géorgie. En Norvège et en Suède, l'espèce est un néophyte.
Chaerophyllum aromaticum est présente dans des habitats humides tels que les prairies fluviales, les forêts proches des rivières ou les forêts humides et ombragées.

## Chimie
Chaerophyllum aromaticum produit de la cholinestérase, la feuille et le fruit du γ-terpinène.

## Parasitologie
La fleur a pour parasite Depressaria chaerophylli (en), Lasioptera carophila, Macrosiphum gei (sv). Le fruit a pour parasite Kiefferia pericarpiicola. La feuille a pour parasite Neoglanis oxalidis, Oreina alpestris (es), Agonopterix ciliella (en), Agonopterix heracliana (en), Aleyrodes lonicerae, Cavariella aegopodii, Aphis fabae fabae, Trioza laserpitii (sv), Erysiphe heraclei, Plasmopara chaerophylli, Macrolabis heraclei (sv), Phytomyza aurei (sv), Phytomyza chaerophylli, Phytomyza vilnensis (sv), Puccinia aromatica (sv), Hyadaphis foeniculi (pt), Epitrimerus chaerophylli. Le collet a pour parasite Dysaphis chaerophylli (sv). La racine a pour parasite Musaria affinis (de), Melanagromyza chaerophylli (sv), Ophiomyia heracleivora (sv), Ophiomyia bohemica (sv).